# Virtuosi Racing
A Virtuosi Racing (anteriormente conhecida como Virtuosi UK) foi uma equipe britânica de automobilismo sedia em Attleborough, Norfolk, no Reino Unido, que competiu no Campeonato de Fórmula 2 da FIA entre 2019 e 2023 e, no Campeonato Britânico de Fórmula 4 em 2022 e 2023. A equipe anteriormente disputou a Auto GP e administrou a equipe Russian Time na GP2 Series e na Fórmula 2 entre 2015 e 2018, equipe esta que anteriormente era gerenciada pela iSport International.
Em 2018, foi anunciado que a Virtuosi substituiria a equipe Russian Time no Campeonato de Fórmula 2 da FIA em 2019 sob a denominação UNI-Virtuosi Racing. Com a equipe permanecendo com esta nomenclatura até na temporada de 2021.
Em fevereiro de 2023, após a Virtuosi formar uma parceria com o Watch Company Invicta, que se tornou o patrocinador título, a equipe passou a se chamar Invicta Virtuosi Racing na temporada de 2023. A operação de Fórmula 2 da Virtuosi foi novamente renomeada para a temporada de 2024 como Invicta Racing, depois que a Invicta comprou uma participação de propriedade na equipe.